# And...Life
『and...Life』（アンド ライフ）は、熊木杏里の1枚目のミニ・アルバム。2011年10月5日にリリース。

## 解説
ワーナーミュージック・ジャパン移籍後初のアルバム。DVD同梱の初回限定盤と通常盤の2形態で発売。DVDには「Life」MVとオフショットを収録。

## 収録曲
- 作詞・作曲：熊木杏里（特記以外）
- 編曲：清水俊也（特記以外）

1. Hello Goodbye & Hello
  - 劇場版アニメ「星を追う子ども」主題歌。
2. Life
3. Flag
4. hotline
  - 作詞・作曲：箭内道彦／編曲：熊木杏里
5. クジラの歌
6. be happy!!
  - 編曲：武部聡志
7. ホームグラウンド ～ふるさとへ～